# Giovanna Bianchi Clerici
Giovanna Bianchi Clerici (Busto Arsizio, 26 agosto 1958) è una giornalista e politica italiana.

## Biografia

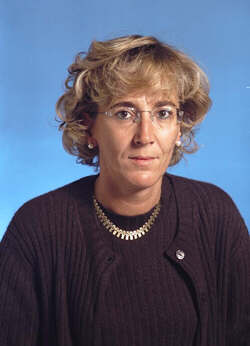
Giovanna Bianchi Clerici nel 1996

Giovanna Bianchi Clerici è nata a Busto Arsizio (Varese), il 26 agosto 1958. Laureata in lingue e letterature orientali (con specializzazione nella lingua giapponese, è stata ricercatrice e titolare di borsa di studio in letteratura contemporanea giapponese presso l'università Seikei Daigaku di Tokyo negli anni dal 1984 al 1986. È iscritta all'Ordine dei Giornalisti dal 1992.
La sua carriera politica è iniziata nel 1993, ricoprendo per tre anni la carica di vicepresidente e assessore alla cultura nella Provincia di Varese. In seguito ha avuto importanti incarichi culturali a livello italiano e internazionale, è stata membro della VII Commissione Cultura della Camera dei Deputati e della Commissione parlamentare di inchiesta sulla morte di Ilaria Alpi e Miran Hrovatin, e poi di diverse altre commissioni nella XIII e XIV legislatura.
È stata nel consiglio di amministrazione della RAI dal 2005 al 2012, all'epoca dei governi Berlusconi III e Berlusconi IV.
Il 12 settembre 2012 la Corte dei Conti ha condannato Giovanna Bianchi Clerici e altre 15 persone (incluso il ministro Domenico Siniscalco) per danno erariale conseguente alla nomina, giudicata illecita e illegittima, di Alfredo Meocci quale direttore generale della Rai.